# موخاس
موخاس (به لاتین: Muxas) یک منطقه مسکونی در جمهوری آذربایجان است که در شهرستان اغوز واقع شده‌است. موخاس ۱۰۵۸ نفر جمعیت دارد.